# Liebster (Album)
Liebster ist ein deutschsprachiges Studioalbum der dänischen Sängerin Gitte Hænning aus dem Jahr 1993. Mandy van Baaren produzierte dieses Album und schrieb fast alle Liedtexte bzw. deren Übersetzungen aus dem Englischen und fast alle Musik.

## Hintergrund
Hænnings letzte Kooperation mit Michael Kunze war die deutschsprachige Single-Einspielung des Jimmy-Webb-Songs MacArthur Park 1989, der auch auf ihrer Kompilation Love Songs 1991 enthalten war. Zu Beginn der 1990er Jahre verlegte sie ihren Lebensmittelpunkt nach Berlin, wo sie Mandy van Baaren als neue Bandleaderin engagierte, auf deren Liedtexten und teilweise Kompositionen das Album Liebster baut. Das Werk wurde von Kritikern zwar gelobt, erreichte aber nicht den gewünschten kommerziellen Erfolg ihrer Konzeptalben aus den 1980er Jahren.

## Titelliste
1. Mitten in der Nacht (Text & Musik: Phoebe Snow, dt. Mandy van Baaren) – 3:30
2. Du kennst mich gar nicht (Text & Musik: Cindy Walker, Eddy Arnold, dt. Mandy van Baaren) – 4:28
3. Tanz im Wind (Text: Mandy van Baaren, Musik: Sabine van Baaren) – 4:35
4. Eiskalt (Text & Musik: Mandy van Baaren) – 4:13
5. Keine Sorgen (Text & Musik: Mandy van Baaren) – 4:02
6. Bis später (Text: Mandy van Baaren, Doro Bösing, Musik: Mandy van Baaren, Gerhard Zillingen) – 3:59
7. Hör bitte auf (Text & Musik: Sam Brown, Gregg Sutton, Bruce Brody, dt. Mandy van Baaren) – 4:38
8. Elisa (Text: Mandy van Baaren, Musik: Mandy van Baaren, Gerhard Zillingen) – 4:06
9. Liebster (Text & Musik: Mandy van Baaren) – 4:24
10. Cha Cha (Text & Musik: Alex Holtsch) – 4:20
11. So allein (Text & Musik: Mandy van Baaren) – 4:44
12. Wenn die Welt… (Text & Musik: Mandy van Baaren) – 4:40

Nr. 4, 5, 9, 11, 12 Text & Musik: Mandy van Baaren.

## Besetzung
- Gesang: Gitte Hænning
- Produktion: Mandy van Baaren
- Arrangements: Mandy van Baaren, Gerhard Zillingen, Sabine van Baaren, Mario Argandoña
- Mischung: Uli Baronowsky, Manni Strück
- Mastering: Dieter Wegner, Soundstudio N Köln
- Schlagzeug: Bert Smaak
- Bass: Emanuel Stanley
- Keyboards: Gerhard Zillingen
- Gitarre: Robby Mildenberger
- Akustische Gitarre: Paul Shigihara
- Percussion: Mario Argandoña
- Chor: Sabine van Baaren, Sheryl Hackett, Christina Lux, Serge Maillard, Mandy van Baaren
- Bläser: The Brause Horns
- Saxophon Solos: Nappo